# Pro France
Il Pro France è una competizione di surf indetta dalla World Surf League (WSL) e facente parte del WSL Championship Tour, sia maschile che femminile. Essa si svolge annualmente, solitamente per una decina di giorni nei mesi che vanno da agosto a ottobre, a partire dal 1987, e si tiene presso i comuni di  Soorts-Hossegor e di Seignosse, nel dipartimento francese delle Landes.

## Sponsorizzazione
La gara è stata sponsorizzata dal 1987 al 2000 dalla Rip Curl, e per questo era nota, a seconda delle edizioni, come Rip Curl Pro Landes o Hassegor Rip Curl Pro, non è stata tenuta nel 2001, e dal 2002 è sponsorizzata dalla Quiksilver, ed è quindi attualmente nota come Quiksilver Pro France. Per quanto riguarda la competizione riservata alla donne, essa dal 1993 al 2000 ha preso il nome di Rip Curl Pro Landes, dal 2002 al 2004 si è chiamata Roxy Pro, in quanto sponsorizzata dalla Roxy, la linea di abbigliamento femminile della Quiksilver, dal 2005 al 2008 è stata nuovamente sponsorizzata principalmente dalla Rip Curl, cambiando nome in Rip Curl Pro Madamoiselle e infine, dal 2011 a oggi, con il ritorno dello sponsor Roxy, è stata battezzata Roxy Pro France.

## Albo dei vincitori della gara maschile
| Anno                  | Vincitore             | Nazione               | Punteggio             | Secondo classificato  | Nazione               | Punteggio             | Montepremi            |
| Quiksilver Pro France | Quiksilver Pro France | Quiksilver Pro France | Quiksilver Pro France | Quiksilver Pro France | Quiksilver Pro France | Quiksilver Pro France | Quiksilver Pro France |
| --------------------- | --------------------- | --------------------- | --------------------- | --------------------- | --------------------- | --------------------- | --------------------- |
| 2019                  | Jérémy Florès         | Francia               | 15,00                 | Italo Ferreira        | Brasile               | 8,23                  |                       |
| 2018                  | Julian Wilson         | Australia             | 15,34                 | Ryan Callinan         | Australia             | 14,23                 |                       |
| 2017                  | Gabriel Medina        | Brasile               | 16,00                 | Sebastian Zietz       | Hawaii                | 9,30                  |                       |
| 2016                  | Keanu Asing           | Hawaii                | 13,94                 | Gabriel Medina        | Brasile               | 7,00                  |                       |
| 2015                  | Gabriel Medina        | Brasile               | 17,50                 | Bede Durbidge         | Australia             | 9,44                  |                       |
| 2014                  | John John Florence    | Hawaii                | 16,00                 | Jadson André          | Brasile               | 4,57                  |                       |
| 2013                  | Mick Fanning          | Australia             | 16,66                 | Gabriel Medina        | Brasile               | 15,00                 |                       |
| 2012                  | Kelly Slater          | Stati Uniti           | 17,26                 | Dane Reynolds         | Stati Uniti           | 14,00                 |                       |
| 2011                  | Gabriel Medina        | Brasile               | 17,00                 | Julian Wilson         | Australia             | 16,10                 |                       |
| 2010                  | Mick Fanning          | Australia             | 16,90                 | Kelly Slater          | Stati Uniti           | 6,75                  |                       |
| 2009                  | Mick Fanning          | Australia             | 16,66                 | Bede Durbidge         | Australia             | 12,87                 |                       |
| 2008                  | Adrian Buchan         | Australia             | 15,74                 | Kelly Slater          | Stati Uniti           | 15,16                 |                       |
| 2007                  | Mick Fanning          | Australia             | 18,43                 | Greg Emslie           | Sudafrica             | 11,63                 |                       |
| 2006                  | Joel Parkinson        | Australia             | 15,16                 | Mick Fanning          | Australia             | 7,67                  |                       |
| 2005                  | Andy Irons            | Hawaii                | 17,00                 | Damien Hobgood        | Stati Uniti           | 12,83                 |                       |
| 2004                  | Andy Irons            | Hawaii                | 17,00                 | Bruce Irons           | Hawaii                | 12,00                 |                       |
| 2003                  | Andy Irons            | Hawaii                | 18,06                 | Phillip MacDonald     | Australia             | 13,73                 |                       |
| 2002                  | Neco Padaratz         | Brasile               | 23,85                 | Andy Irons            | Hawaii                | 23,25                 |                       |
| Rip Curl Pro Landes   |                       |                       |                       |                       |                       |                       |                       |
| 2000                  | C. J. Hobgood         | Stati Uniti           | 21,05                 | Luke Egan             | Australia             | 20,85                 |                       |
| Rip Curl Pro Hossegor |                       |                       |                       |                       |                       |                       |                       |
| 1999                  | Michael Lowe          | Australia             | 21,95                 | Mick Campbell         | Australia             | 21,00                 |                       |
| 1998                  | Damien Hardman        | Australia             | 22,00                 | Pat O'Connell         | Stati Uniti           | 20,00                 |                       |
| 1997                  | Rob Machado           | Stati Uniti           | 31,90                 | Damien Hardman        | Australia             | 29,75                 |                       |
| 1996                  | Kelly Slater          | Stati Uniti           | 29,00                 | Damien Hardman        | Australia             | 23,50                 |                       |
| Rip Curl Pro Landes   |                       |                       |                       |                       |                       |                       |                       |
| 1995                  | Rob Machado           | Stati Uniti           | 31,70                 | Jeff Booth            | Stati Uniti           | 27,16                 |                       |
| 1994                  | Flávio Padaratz       | Brasile               | 29,46                 | Kelly Slater          | Stati Uniti           | 28,77                 |                       |
| 1993                  | Damien Hardman        | Australia             | 25,77                 | Rob Machado           | Stati Uniti           | 16,50                 |                       |
| 1992                  | Kelly Slater          | Stati Uniti           | 20,70                 | Gary Elkerton         | Australia             | 15,50                 |                       |
| 1991                  | Tom Carroll           | Australia             | 69,00                 | Gary Elkerton         | Australia             | 68,50                 |                       |
| 1990                  | Martin Potter         | Regno Unito           | 118,30                | Rob Bain              | Australia             | 117,60                |                       |
| 1989                  | Tom Curren            | Stati Uniti           | 121,80                | Todd Holland          | Stati Uniti           | 108,30                |                       |
| 1988                  | Tom Carroll           | Australia             |                       | Richie Collins        | Stati Uniti           |                       |                       |
| 1987                  | Tom Carroll           | Australia             | 113,40                | Dave Macaulay         | Australia             | 97,50                 |                       |

## Albo delle vincitrici della gara femminile
| Anno                         | Vincitrice        | Nazione         | Punteggio       | Secondo classificato | Nazione         | Punteggio       | Montepremi      |
| Roxy Pro France              | Roxy Pro France   | Roxy Pro France | Roxy Pro France | Roxy Pro France      | Roxy Pro France | Roxy Pro France | Roxy Pro France |
| ---------------------------- | ----------------- | --------------- | --------------- | -------------------- | --------------- | --------------- | --------------- |
| 2019                         | Carissa Moore     | Hawaii          | 17,60           | Caroline Marks       | Stati Uniti     | 7,00            |                 |
| 2018                         | Courtney Conlogue | Stati Uniti     | 14,76           | Macy Callaghan       | Australia       | 10,96           |                 |
| 2017                         | Carissa Moore     | Hawaii          | 16,70           | Lakey Peterson       | Stati Uniti     | 14,50           |                 |
| 2016                         | Carissa Moore     | Hawaii          | 16,36           | Tyler Wright         | Australia       | 9,83            |                 |
| 2015                         | Tyler Wright      | Australia       | 17,10           | Tatiana Weston-Webb  | Brasile         | 10,93           |                 |
| 2014                         | Tyler Wright      | Australia       | 19,20           | Courtney Conlogue    | Stati Uniti     | 12,43           |                 |
| 2013                         | Sally Fitzgibbons | Australia       | 17,67           | Tyler Wright         | Australia       | 17,00           |                 |
| 2012                         | Stephanie Gilmore | Australia       | 18,53           | Tyler Wright         | Australia       | 13,10           |                 |
| 2011                         | Stephanie Gilmore | Australia       | 17,27           | Carissa Moore        | Hawaii          | 15,50           |                 |
| Rip Curl Pro Madamoiselle    |                   |                 |                 |                      |                 |                 |                 |
| 2008                         | Stephanie Gilmore | Australia       | 16,66           | Layne Beachley       | Australia       | 11,00           |                 |
| 2006                         | Chelsea Hedges    | Australia       | 15,65           | Melanie Redman-Carr  | Australia       | 10,25           |                 |
| Rip Curl Venus Festival      |                   |                 |                 |                      |                 |                 |                 |
| 2005                         | Chelsea Hedges    | Australia       | 12,90           | Rochelle Ballard     | Stati Uniti     | 12,75           |                 |
| Roxy Jam                     |                   |                 |                 |                      |                 |                 |                 |
| 2004                         | Sofía Mulánovich  | Perù            | 7,60            | Keala Kennelly       | Hawaii          | 3,80            |                 |
| Roxy Pro                     |                   |                 |                 |                      |                 |                 |                 |
| 2003                         | Chelsea Hedges    | Australia       | 13,17           | Layne Beachley       | Australia       | 7,84            |                 |
| 2002                         | Layne Beachley    | Australia       | 19,85           | Sofía Mulánovich     | Perù            | 16,60           |                 |
| Rip Curl Pro Hossegor        |                   |                 |                 |                      |                 |                 |                 |
| 2000                         | Layne Beachley    | Australia       | 19,65           | Serena Brooke        | Australia       | 17,75           |                 |
| 1999                         | Rochelle Ballard  | Hawaii          | 20,55           | Trudy Todd           | Australia       | 19,50           |                 |
| 1998                         | Layne Beachley    | Australia       | 23,90           | Prue Jeffries        | Australia       | 9,75            |                 |
| Rip Curl Pro Landes/Hossegor |                   |                 |                 |                      |                 |                 |                 |
| 1997                         | Neridah Falconer  | Australia       | 25,25           | Trudy Todd           | Australia       | 24,15           |                 |
| 1996                         | Serena Brooke     | Australia       | 16,65           | Trudy Todd           | Australia       | 15,75           |                 |
| 1995                         | Layne Beachley    | Australia       | 27,00           | Rochelle Ballard     | Hawaii          | 13,17           |                 |
| 1994                         | Lynette MacKenzie | Australia       | 22,20           | Rochelle Ballard     | Hawaii          | 20,00           |                 |
| 1993                         | Kylie Webb        | Australia       | 22,66           | Vanessa Osborne      | Australia       | 16,00           |                 |